# Mulțime finită
În teoria mulțimilor, o mulțime finită este o mulțime care conține un număr finit de elemente. De exemplu,
{\displaystyle \{2,4,6,8,10\}\,\!}
este o mulțime finită, având cinci elemente. Numărul elementelor unei mulțimi finite este un număr natural și se numește cardinalul său.